# Стеклач, Войтех
Войтех Стеклач (чеш. Vojtěch Steklač; 21 октября 1945, Пршибрам — 4 января 2021) — чешский писатель, автор более 30 книг. В 1970 году окончил философский факультет Карлова университета. На территории бывшего СССР известен благодаря повестям «Алеш и его друзья» (1990 год, Москва, Детская литература) (Aleš & spol., 1985 год) и «Как убить золотого соловья» (Jak se vraždí zlatý slavík) (1977 год).
Сотрудичал с детским журналом «Ohníček».